# Barrage de Sendaigawa
Le barrage de Sendaigawa (japonais : 鶴田ダム) est un barrage situé dans la préfecture de Kagoshima, au Japon, achevé en 1964.